# William Congreve (auteur)
Pour les articles homonymes, voir William Congreve.
William Congreve (né le 24 janvier 1670 à Bardsey, près de Leeds, dans le Yorkshire de l'Ouest – mort le 19 janvier 1729 à Londres) est un dramaturge et poète britannique dont les œuvres appartiennent à la littérature de la Restauration anglaise.

## Biographie
Congreve étudie le droit au Trinity College de Dublin, en Irlande, où il rencontre Jonathan Swift. Ce dernier restera son ami pendant toute sa vie. Après avoir reçu son diplôme, il s’intéresse au monde littéraire et devient un fervent disciple de John Dryden.
William Congreve écrit quelques-unes des comédies les plus populaires de la littérature de la Restauration anglaise. Âgé d’à peine trente ans, il a déjà rédigé plusieurs œuvres notables, telles que l’Amour pour amour (dont la première a lieu le 30 avril 1695) et Le Train du monde (première en 1700).
Sa carrière, cependant, se termine aussi vite qu’elle avait commencé. Après avoir écrit cinq pièces de 1693 à 1700, il cesse ensuite toute activité en raison de l’évolution des goûts du public, qui se fait moins favorable aux comédies de mœurs sexuellement explicites dans lesquelles l’auteur s’était spécialisé. Il est d’ailleurs l’un des dramaturges les plus férocement attaqués par l’évêque Jeremy Collier dans le pamphlet Short View of the Immorality and Profaneness of the English Stage, au point que, pour tenter de contrer l'ecclésiastique, il rédige une longue réponse circonstanciée, intitulée Amendments of Mr. Collier's False and Imperfect Citations.
Membre du parti whig, Congreve s’investit ensuite sur le plan politique et occupe quelques postes mineurs. Souffrant de la goutte, il se retire définitivement du théâtre et vécut jusqu’à sa mort des maigres ressources lui restant de ses premières pièces, les complétant occasionnellement par quelques poèmes ou traductions, notamment Monsieur de Pourceaugnac de Molière.
Congreve meurt à Londres en 1729 lors d’un accident de fiacre, et est enterré au « Coin des poètes » de l’abbaye de Westminster.
Aujourd'hui, son nom reste surtout attaché à cette phrase (tirée de sa pièce The Mourning Bride) souvent citée : Hell has no fury like a woman scorned (« L'Enfer n'a pas de fureur qui égale celle d'une femme dédaignée »).

## Œuvres
- The Old Bachelor, janvier 1693 (Le Vieux Garçon)
- The Double Dealer, novembre 1693 (Le Fourbe)
- Love for Love, 1695 (Amour pour Amour)
- The Mourning Bride, 1697 (L'Épouse en deuil)
- The Way of the World, 1700 (Le Train du monde)